# Bečov nad Teplou
Bečov nad Teplou là một thị trấn thuộc huyện Karlovy Vary, vùng Karlovarský, Cộng hòa Séc.